# Kostel Nejsvětější Trojice (Petrovice, Jablonné v Podještědí)
Římskokatolický filiální kostel Nejsvětější Trojice v Petrovicích, části města Jablonného v Podještědí v okrese Liberec, je pozdně barokní sakrální stavba. Kostel je chráněn jako kulturní památka.

## Historie

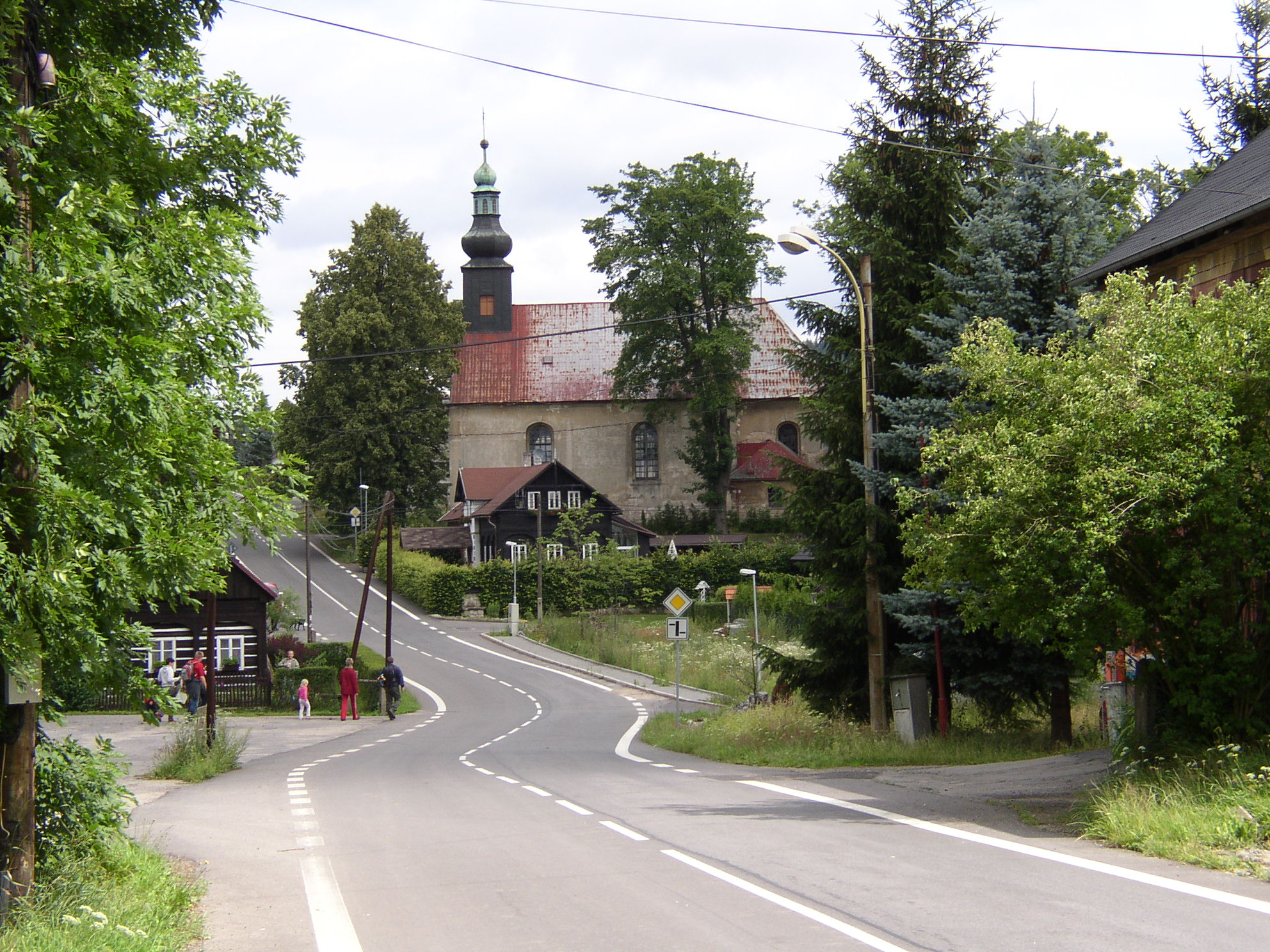
Pohled podél hlavní silnice směrem k severu na petrovický kostel

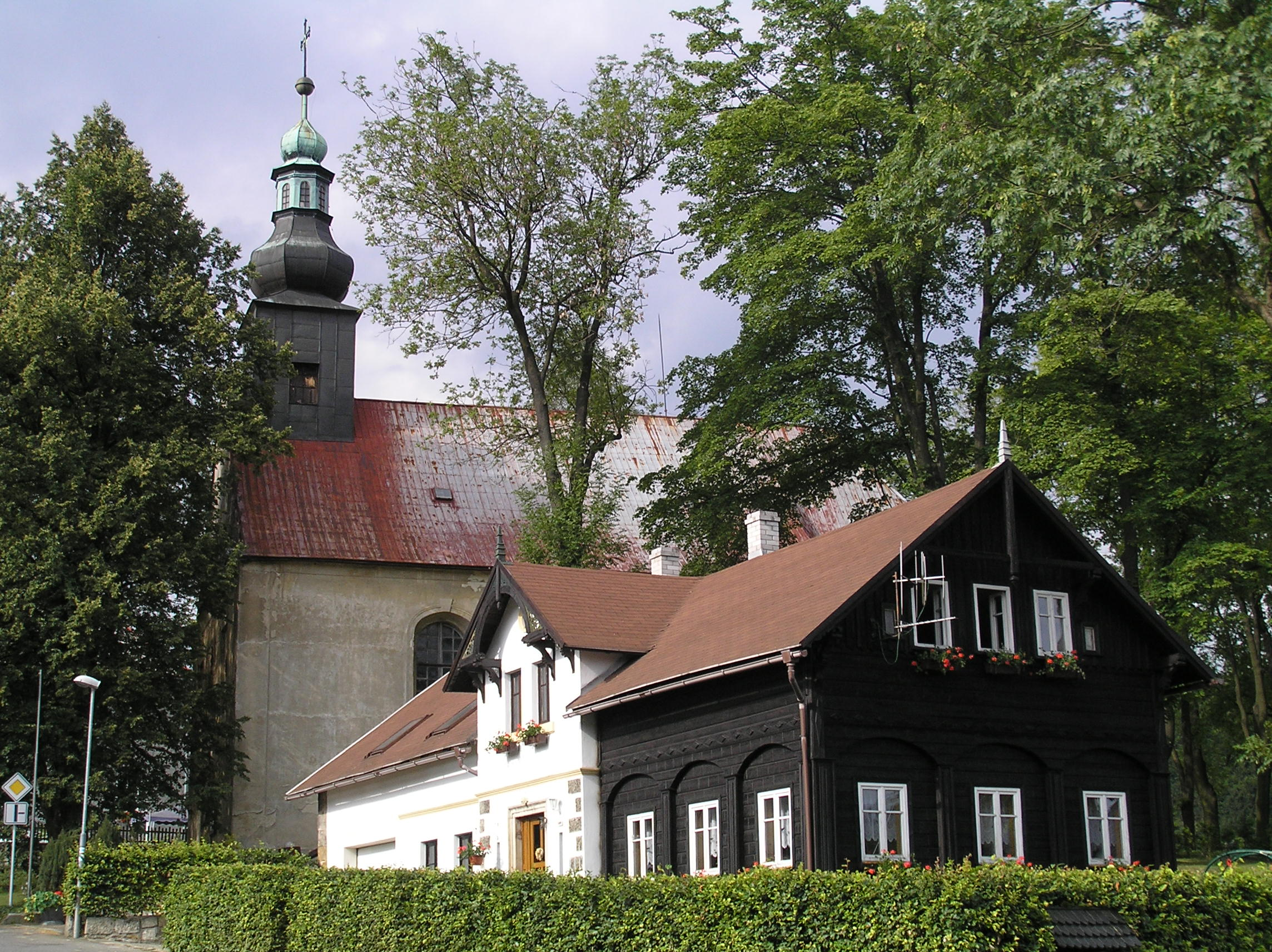
Detail věže petrovického kostela

Kostel byl postaven v roce 1829.

## Architektura
Jedná se o obdélný kostel se segmentově uzavřeným presbytářem a hladkým průčelím, které je vršeno štítem do něhož je vsazena dřevěná zvonice. Má bosovaný empírový portál s pilastry. Boky kostela jsou hladké. Uvnitř je plochý strop. Dřevěná kruchta spočívá na dvou pilířích.

## Zařízení
Zařízení je empírové z první poloviny 19. století. Je stylově jednotné, avšak poškozené. Na oltáři se vpravo nachází socha sv. Josefa v expresívním slohu z první poloviny 18. století. V kostele jsou dva umělecky hodnotné obrazy: sv. Vavřince a Panny Marie Karlovské z doby kolem roku 1758.

## Okolí kostela
Volně stojící barokní zvonice nedaleko od kostela, pochází z 18. století. Jedná se o hranolovou, čtvercovou stavbu, která je členěná lizénami a zastřešená cibulí. Má představěnou čtvercovou otevřenou kapli, která je sklenuta křížovou klenbou. Její oltáře jsou klasicistní.